# 中山沃
中山 沃（なかやま そそぐ、旧姓：蒲原、法名：沃観、1925年〈大正14年〉5月16日 - 2012年〈平成24年〉5月24日）は、日本の生理学者、医史学者、医師、浄土真宗本願寺派僧侶。医学博士。岡山大学名誉教授。名塩御坊教行寺第15世住職。

## 略歴
新潟県新潟市西堀通10番町（現 新潟市中央区西堀通10番町）の浄土真宗本願寺派・蒲原浄光寺の第25世住職・蒲原霊英の次男として出生。
1943年（昭和18年）3月に新潟中学校を卒業、1945年（昭和20年）3月に新潟高等学校を1年繰り上げ卒業、1949年（昭和24年）3月に新潟医科大学を卒業。
1949年（昭和24年）3月に米子医科大学生理学教室（担任：福原武教授）助手に就任、1951年（昭和26年）4月に鳥取大学医学部生理学教室（担任：福原武教授）助手に就任、1953年（昭和28年）6月に鳥取大学医学部生理学教室生理学第一講座（担任：福原武教授）講師に就任、1954年（昭和29年）7月に医学博士号を取得、11月に鳥取大学医学部生理学教室生理学第二講座（担任：西田勇教授）助教授に就任、1957年（昭和32年）1月に岡山大学医学部生理学教室生理学第二講座（担任：福原武教授）助教授に就任、1962年（昭和37年）11月から1964年（昭和39年）5月まで文部省在外研究員として西ドイツのゲッティンゲン大学生理学教室に留学、1970年（昭和45年）4月に岡山大学医学部生理学教室生理学第二講座第2代教授に就任、1986年（昭和61年）4月に中国吉林省延辺医学院名誉教授（第1号）の称号を受称、1991年（平成3年）3月に岡山大学を定年退官、4月に岡山大学名誉教授の称号を受称。
2012年（平成24年）5月24日午後0時55分に兵庫県宝塚市の宝塚病院で膀胱癌のため死去、87歳没。自身が住職を務めた兵庫県西宮市の浄土真宗本願寺派・名塩御坊教行寺で葬儀が執り行われた。

## 研究
呼吸運動に関する研究と消化管運動に関する研究で業績を上げた。また、医学史の研究でも業績を上げた。

## 表彰

### 栄典
- 2005年（平成17年）4月29日 - 瑞宝中綬章[15]
- 2012年（平成24年）5月24日 - 正四位[16]

### 称号
- 岡山大学名誉教授
- 中国吉林省延辺医学院名誉教授（第1号）
- 日本生理学会名誉会員
- 日本平滑筋学会名誉会員

## 家族・親戚
- 蒲原宏 - 兄[17]、整形外科医、医史学者、僧侶、俳人、元がんセンター新潟病院副院長・整形外科部長、日本医史学会第9代理事長、蒲原浄光寺第26世住職、元新潟大学医学部講師、日本整形外科学会名誉会員、日本医史学会名誉会員。
- 岩野泡鳴 - 伯父、伯母の夫、父の姉の夫。
- 中山琇静 - 岳父、名塩御坊教行寺第14世住職。
- 中山尊観 - 祖父、名塩御坊教行寺第13世住職。
- 中山智観 - 曽祖父、名塩御坊教行寺第11世住職。
- 中山摂観 - 曽祖伯父、名塩御坊教行寺第10・12世住職、岩倉具選の孫[18]。
- 岩倉具選 - 高祖母の父。
- 岩倉具集 - 岩倉具選の子。
- 岩倉具慶 - 岩倉具選の孫。
- 岩倉具視 - 岩倉具選の曽孫[18]。

## 著作物

### 著書
- 『岡山の医学』日本文教出版、1971年。
- 『消化管の運動』中外医学社、1979年。
- 『備前の名医 難波抱節』御津町・山陽新聞社、2000年。
- 『緒方惟準伝 緒方家の人々とその周辺』思文閣出版、2012年。

#### 共著
- 『箕作阮甫の研究』緒方富雄・児玉幸多・大久保利謙・小沢栄一・菊池俊彦・石山洋・呉直彦・富士川英郎・土屋喬雄・菱本丈夫・呉茂一・小山健三・江原滋[共著]、蘭学資料研究会[編]、思文閣出版、1978年。

### 編著書
- 『図説生理学テキスト』中外医学社、1984年。

#### 共編著
- 『岡山大学医学部百年史』岡山大学医学部百年史編集委員会[編]、岡山大学医学部創立百周年記念会、1972年。

### 編書
- 『岡山大学医学部第二生理学教室業績集 8 (1986〜1990)』岡山大学医学部第二生理学教室、1991年。

### 監修書
- 『和気の医療史 通史編』和気医療史研究会編纂委員会[編]、和気医療史研究会、2003年。
- 『和気の医療史 資料編』和気医療史研究会編纂委員会[編]、和気医療史研究会、2003年。

### 論文
- CiNii収録論文 - CiNii